# Chmielnik
Chmielnik este un oraș în Polonia.